# Нагих, Владимир Тимофеевич
Владимир Тимофеевич Нагих (род. 1932) — советский хоккеист, защитник.

## Биография
Выступал за новосибирские команды «Динамо» (1952/53 — 1960/61) и «Химик» (1961/62 — 1962/63). В классе «А» провёл шесть сезонов (1954/55 — 1960/61).
Играл за футбольные новосибирские клубы «Динамо» (1952) и «Крылья Советов» / «Сибсельмаш» (1956, 1958).